# 米高·鮑爾
米高·鮑爾（Michael Baur，1969年4月16日出生於奧地利因斯布魯克）是一名前奧地利足球運動員，曾經代表奧地利國家足球隊，退休後擔任教練執教薩爾斯堡紅牛足青年隊及格洛迪。

## 球會生涯
米高·鮑爾球員生涯於家鄉球會蒂羅爾因斯布魯克展開，效力十二年內贏得四次聯賽冠軍和一次國內盃賽冠軍，1997年越洋加盟日職球會浦和紅鑽，可惜上陣次數寥寥可數只短暫效力半年卻重返因斯布魯克。鮑爾於2002年再次離開因斯布魯克加盟汉堡，34歲時他返回奧地利與SV帕辛簽約，在這裡度過四個賽季後，2007年他轉會寧斯。

## 國際賽生涯
米高·鮑爾第一次代表奧地利國家足球隊在1990年5月，迎對荷蘭的友誼賽中為庫爾特·拉斯（Kurt Russ）替補上場，同年並代表奧地利參加1990年世界盃。他的最後一場國際比賽是2002年10月的歐洲國家盃外圍賽，對手也是荷蘭，他總共出場40場，射入5球。

## 榮譽
蒂羅爾因斯布魯克
- 奥地利足球超级联赛：1989–90, 1999–2000, 2000–01, 2001–02
- 奧地利盃: 1992–93

## 外部鏈接
- 米高·鮑爾在 National-Football-Teams.com 上的出场纪录
- 日本職業足球聯賽中的米高·鮑爾 （日語）